# Província de Khenchela
La província o wilaya de Khenchela (àrab: ولاية خنشلة, wilāyat Ḫanxala) és una província o wilaya d'Algèria. La seva capital és la ciutat homònima de Khenchela. Altres ciutats són Djellal, Khirane i Bou Zabène.
Khenchela està situada en els Aurès, una regió muntanyosa del sud-est de la capital del país, Alger.